# Kvällsöppet
Kvällsöppet var ett aktualitetsprogram som visades i TV2 under 1970-talet. Programmet bestod huvudsakligen av studiodebatter med en del filmade inslag och artistframträdanden.
Premiäravsnittet visades den 18 januari 1971 och därefter sändes programmet i olika former fram till 1978, ofta flera gånger under samma vecka. Bland programledarna fanns Gary Engman, Per Grevér, Åke Wilhelmsson, Bo Teddy Ladberg, Gun Allroth, Per Olov Enquist, Birgitta Sandstedt och Fritiof Haglund.
Gary Engman ledde 1980-1981 en serie av åtta program med titeln Gamla kvällsöppet.

## 90-talsversionen
1995 återupptogs Kvällsöppet från Göteborg och började sända tre gånger i veckan i TV2 efter de sena lokala nyheterna. Programmet leddes omväxlande av bland andra Erik Blix, Yukiko Duke, Siewert Öholm, Karin Pettersson, Lars Adaktusson och Birgitta Sandstedt. Denna version av Kvällsöppet sände i fyra säsonger och upphörde i december 1996.